# أفرام غولدستاين
أفرام غولدستاين (بالإنجليزية: Avram Goldstein)‏ هو مدرس أمريكي، ولد في 3 يوليو 1919، وتوفي في 1 يونيو 2012.